# The Awesome Adventures of Captain Spirit
The Awesome Adventures of Captain Spirit (с англ. — «Приключения Капитана Призрака») — приключенческая игра, разработанная французской компанией Dontnod Entertainment и изданная Square Enix. Была выпущена в июне 2018 года для Windows, PlayStation 4 и Xbox One в качестве введения в Life Is Strange 2. Сюжет рассказывает о маленьком мальчике по имени Крис, который создает супергеройское альтер эго Капитана Призрака, чтобы справиться с потерей своей матери.

## Игровой процесс
The Awesome Adventures of Captain Spirit — это приключенческая игра, действие которой разворачивается в той же вселенной, что и серия Life Is Strange, через три года после событий первой части. Игрок берёт на себя роль маленького мальчика по имени Крис Эриксен. Действие происходит в Бивер-Крик, штат Орегон, где Крис живёт со своим отцом Чарльзом, мать ребёнка умерла. Однажды субботним утром Крис создаёт супергеройское альтер эго Капитана Призрака и проецирует своё воображение на реальность. Его костюм можно настраивать. В игре предстоит искать сокровища и исследовать воображаемую планету. Для беседы с неигровым персонажами используется древо диалогов. Выбор, который игрок делает, имеет некоторые последствия во 2-м эпизоде Life Is Strange 2, Крис также появляется в нём.

## Сюжет
Действие происходит в декабре 2016 года параллельно второму акту второго эпизода из Life is Strange 2. 9-летний Крис Эриксен живёт со своим отцом Чарльзом в городе Бивер-Крик в штате Орегон. В прошлом у них случилась трагедия: два года назад их жена и мать Эмили была сбита на смерть неизвестным на пустынном перекрёстке. Чарльз тяжело пережил её смерть, из-за чего у него начались проблемы с алкоголем, что в итоге привело к тому, что он, в прошлом популярный баскетболист, потерял работу школьного тренера и теперь работает железнодорожником. Крис тоже тяжело переживает смерть матери, но, в отличие от отца (различные сцены показывают, что Чарльз иногда вымещает горе на Крисе), он находит убежище в собственном воображаемом мире, где, приняв личность супергероя Капитана Призрака, путешествует по планетам, заводит друзей среди инопланетян и сражается с некими злобным существом Мантроидом. На протяжении большей части игры игрок, управляя Крисом, совершает различные дела по дому (мытьё посуды, запуск котла отопления или просто игры с игрушками), но видит это глазами Криса, который силой своего воображения превращает это в нечто захватывающее. В конечном итоге Крис добирается до «планеты Мантроида» и вступает с ним в схватку, но оказывается слишком слаб перед ним. Прежде чем, потерять сознание и вернуться в реальность, Крис видит дорожный указатель и выясняется, что Мантроид — это портманто названия улиц Мантл-стрит и Астероид-драйв, на пересечении которых погибла Эмили (примечательно, что сам Мантроид никогда визуально в воображения Криса не появляется, он слышит только его голос).
После всех приключений как в доме, так и за его пределами Крис обнаруживает, что его отец заснул пьяным в кресле во время просмотра игры по телевизору, хотя раннее обещал отправиться с ним за покупкой ёлки. Крис будит отца, но тут им звонят в дверь и нетрезвый Чарльз отправляет Криса разбираться. За дверью оказывается их соседка Клэр Рэйнольдс, которая с мужем Стивом иногда заходит их проверить. Результат диалога между ней и Крисом зависит от того, выставил ли раннее Крис на крыльцо ящик с пустыми бутылками из-под пива:
- Если ящик был выставлен, то Клэр не поверит убеждениям Криса, что у них всё хорошо дома (Рэйнольдсы тоже знают про проблемы Чарльза с алкоголем), и уходя пытается убедить Криса, что он может на них положиться в случае чего.
- Если ящик не был выставлен, то, при правильных ответах, Клэр может поверить Крису и на прощание скажет, что у неё как раз гостят дома её внуки, с которыми она давно не виделась, и один из них того же возраста, что и Крис.

Независимо от того, каким был диалог у Криса с Клэр, его результат один: после её ухода разнервничавшийся Чарльз в пьяном угаре обвиняет Криса в смерти Эмили (подразумевается, что причина, почему Эмили тогда оказалась вне дома, была связана с Крисом) и тот в слезах без одежды выбегает из дома и бежит к своему домику на дереве (в его играх домик играет роль базы Капитана Призрака). Когда он лезет по ступенькам, то одна из досок внезапно отламывается и Крис падает вниз, но в самый последний момент что-то подхватывает его и мягко опускает на снег. Когда он встаёт, то видит через забор на участке Рейнольдсов двух латиноамериканских мальчиков, которые приветливо машут ему, Крис отвечает им тем же.

## Разработка и выпуск
По словам разработчиков, игру сделали во время работы над Life Is Strange 2, для которой The Awesome Adventures of Captain Spirit служит небольшой демо-версией. Сорежиссёры Рауль Барбе и Мишель Кох сотрудничали со сценаристами Кристианом Дивайном и Жан-Люк Кано, чтобы создать историю и персонажей. Dontnod Entertainment использовала игру, чтобы поэкспериментировать с механикой Life Is Strange, древо диалогов были улучшены, чтобы позволять отвечать во время движения. Используя Unreal Engine 4, компания разработала новую систему анимации лиц, а также оригинальные ассеты. По словам Барбета, на него повлияли японские аниме-сериалы «Сейлор Мун» и «Святой Сейя». Игра была представлена на выставке E3 10 июня 2018 года. Первоначально было объявлено, что игра будет выпущена бесплатно 26 июня, но позже было заявлено, что релиз состоится раньше, 25 июня в Северной Америке и Европе, а на следующий день в Австралии. Версия, локализованная и дублированная на японском языке, была выпущена 6 февраля 2020 года.

## Критика
| Сводный рейтинг    | Сводный рейтинг                        |
| Агрегатор          | Оценка                                 |
| ------------------ | -------------------------------------- |
| GameRankings       | - (PS4) 78,77 % - (XONE) 77,41 %       |
| Metacritic         | (PC) 79/100 (PS4) 75/100 (XONE) 78/100 |
| Иноязычные издания |                                        |
| Издание            | Оценка                                 |
| Destructoid        | 7/10                                   |
| Game Informer      | 8,5/10                                 |
| GameRevolution     | [ 25 ]                                 |
| GameSpot           | 8/10                                   |
| GamesRadar+        | [ 27 ]                                 |
| IGN                | 7/10                                   |
| VideoGamer         | 6/10                                   |

Игра в целом получила положительные отзывы.

### Награды
Игра была номинирована на премию NAVGTR Awards в категории «Игра, приключение по франшизе» и на премию «Мэтью Крамп за культурные инновации» на SXSW Gaming Awards.